# Бурановске бабушке
Бурановске бабушке (рус. Бурановские бабушки, удм. Брангуртысь песянайёс), су руски етно-поп бенд, који се састоји од 8 старијих жена. Бурановске бабушке су представљале Русију на Песми Евровизије 2012. године са песмом „Party for Everybody“ (срп. Забава за све) и освојиле друго место. Оне су пореклом из села Буранова, које се налази у руској републици Удмуртији. Певају углавном на удмуртском језику.

## Чланице
Група се састоји од 8 бакица, али је само 6 од њих могло наступити на Песми Евровизије. Бенд чине:
- Олга Туктарјова (1968)
- Алефтина Бегишева (1956)
- Грања Бајсарова (1950)
- Зоја Дородова (1941)
- Галина Коњева (1939)
- Валентина Пјатченко (1938)
- Јекатерина Шкљајева (1938)
- Наталија Пугачова (1935−2019)
- Јелизавета Зарабатова (1926−2014)